# Delwyn G. Fredlund
Delwyn G. Fredlund (* 1940 in Norquay, Saskatchewan) ist ein kanadischer Bauingenieur in der Geotechnik.
Fredlund studierte Bauingenieurwesen an der University of Saskatchewan (Bachelor 1962) und an der University of Alberta, wo er 1964 seinen Masterabschluss in Geotechnik machte (Comparison of Soil Suction and one dimensional consolidation characteristics of highly plastic clay) und 1973 promoviert wurde (Volume change behaviour of unsaturated soils). 1966 wurde er Assistant Professor und ab 1976 hatte er eine volle Professur an der University of Saskatchewan. 1989 bis 1995 stand er dort der Fakultät für Bauingenieurwesen vor. Er war unter anderem Gastprofessor an der University of Texas at Austin (1977/78) und der Colorado State University (1984/85), wo er auch Adjunct Professor ist.
Er ist bekannt für Untersuchungen über ungesättigte Böden (das heißt mit unterschiedlichen Sättigungsgraden des Porenwassers), ein vorher vernachlässigtes Gebiet der Bodenmechanik. Insbesondere befasste er sich mit den in den Präriegegenden Amerikas verbreiteten bindigen, im Fall von Wasseraufnahme zum Beispiel bei saisonalen Regenfällen schwellfähigen Böden, nachdem er schon Anfang der 1960er Jahre bei der kanadischen Bauforschungsbehörde mit den damit verbundenen Gründungsproblemen befasst war. Sie sind in Nordamerika eine verbreitete Ursache von Gründungsschäden, aber auch in vielen Trocken- und Savannenregionen der Erde. Er beriet weltweit in geotechnischen Fragen, zum Beispiel in Hongkong, China, Kenia, Vietnam, für das US Army Corps of Engineers und die Straßenbaubehörden in Saskatchewan. Fredlund ist Gründer von Unsaturated Soil Technology.
Neben ungesättigten Böden befasst er sich schwerpunktmäßig mit Böschungsstabilität. Er schrieb in diesem Bereich auch kommerzielle Software und gründete 1977 Geo-Slope Programming.
2005 war er Terzaghi Lecturer. 1993 wurde er Fellow des Engineering Institute of Canada und er ist Mitherausgeber des Canadian Geotechnical Journal. 1997 stand er dem Geotechnical Research Board of Canada vor. 1998 erhielt er den R. F. Legget Award der Canadian Geotechnical Society. Er war Vorsitzender im Komitee über schwellfähige Böden (Expansive Soils Committee) der Canadian Geotechnical Society und der International Society for Soil Mechanics and Foundation Engineering. 1994 erhielt er den Distinguished Service Award der Association of Professional Engineers of Saskatchewan.
Er ist verheiratet und hat vier Kinder.

## Schriften
- mit H. Rahardjo: Soil Mechanics of unsaturated soils, Wiley 1993